# Переговоры о вступлении России во Всемирную торговую организацию
Переговоры о присоединении России к Всемирной торговой организации велись 18 лет, с 1993 года по 2011 год. Россия стала членом ВТО 22 августа 2012 года.

## Обзор
Присоединение РФ к ВТО вызывает противоположные точки зрения.
Членами Всемирной торговой организации являются уже 164 страны мира, и в ближайшие годы их число будет увеличиваться. Это означает, что практически всякое государство, претендующее на создание современной, эффективной экономики и равноправное участие в мировой торговле, стремится стать членом ВТО. Россия в этом смысле не является исключением.
Участие в ВТО даёт стране множество преимуществ. Их получение и является в прагматическом смысле целью присоединения к ВТО. Конкретными целями присоединения для России можно считать следующие:
- Получение лучших, в сравнении с существующими, и недискриминационных условий для доступа российской продукции на иностранные рынки;
- Доступ к международному механизму разрешения торговых споров;
- Создание более благоприятного климата для иностранных инвестиций в результате приведения законодательной системы в соответствие с нормами ВТО;
- Расширение возможностей для российских инвесторов в странах — членах ВТО, в частности, в банковской сфере;
- Создание условий для повышения качества и конкурентоспособности отечественной продукции в результате увеличения потока иностранных товаров, услуг и инвестиций на российский рынок;
- Участие в выработке правил международной торговли с учётом своих национальных интересов;
- Улучшение имиджа России в мире как полноправного участника международной торговли.
- Возможность вступления России в ОЭСР (членство в ВТО — обязательное условие)[4].

## История вступления России в ВТО

### Переговоры
В 1986 году СССР обратился с заявкой о получении статуса наблюдателя в Уругвайском раунде переговоров с целью последующего присоединения к ГАТТ. США, однако, отклонили эту заявку, мотивировав это тем, что СССР является страной с плановой экономикой, что несовместимо с принципами свободной торговли. Только в 1990 году СССР смог получить статус наблюдателя.
В 1993 году уже Россия обратилась с официальной заявкой о присоединении к ГАТТ. В 1995 году начались переговоры по вступлению России в ВТО.
Наиболее трудные переговоры велись с США, Евросоюзом и Китаем. Разногласия с Евросоюзом удалось урегулировать после того, как Россия поддержала Киотский протокол. Самыми сложными были переговоры с США, которые велись в течение шести лет. Основные разногласия касались вопросов финансовых рынков, поставок в РФ сельскохозяйственной продукции и защиты прав интеллектуальной собственности. Россия и США подписали протокол о присоединении РФ к ВТО 20 ноября 2006 года. Подписание произошло в рамках сессии Азиатско-Тихоокеанского форума в Ханое (Вьетнам).
Вступление России во Всемирную торговую организацию постоянно откладывалось ещё и из-за необходимости подготовки к членству в ВТО и снижения потерь от присоединения. Осложнил вступление в ВТО и начавшийся в мире финансовый кризис, заставивший множество стран задуматься не о свободной торговле, а, наоборот, о жёстком регулировании своих экономик.
В июне 2009 года на заседании межгосударственного совета ЕврАзЭС в Москве премьер-министр России В. В. Путин сделал официальное заявление о прекращении индивидуальных переговоров по присоединению России к ВТО. Одновременно он объявил, что в переговорах по вступлению в ВТО с января 2010 года Россия будет участвовать в рамках (от лица) единого Таможенного союза России, Белоруссии и Казахстана. В ВТО, согласно Договору о создании ВТО (WTO Agreement), могут вступать как страны, так и отдельные таможенные территории (так, ЕС является членом ВТО, как и все страны по отдельности, входящие в его состав). 21 октября 2009 года первый вице-премьер РФ Игорь Шувалов заявил, что Россия, Белоруссия и Казахстан будут вступать в ВТО одновременно и на согласованных условиях. Это позволит и вступить в ВТО, и сохранить Таможенный союз.
5 октября 2010 года пресс-спикер президента Грузии заявила, что позиция Грузии по вопросу вступления России во Всемирную торговую организацию остаётся «неизменной», и она не сможет поддержать это решение «до тех пор, пока не будут выполнены те условия, которые выдвигают власти Грузии, в том числе, это касается темы таможенно-пропускных пунктов и целого спектра тех вопросов и проблем, которые существуют между Грузией и Россией». Основным требованием Грузии в связи с принятием России в ВТО было то, чтобы были легализованы два нелегальных, по мнению Грузии, пограничных КПП в конфликтных зонах Грузии — «Псоу» (Абхазия) и Роки-Нижний Заромаг (Цхинвальский регион). В то же время агентство «Рейтер» передаёт, что на форуме Международного экономического альянса 22 сентября в Нью-Йорке в беседе с инвесторами и представителями правительственных кругов президент Михаил Саакашвили заявил, что Грузия не является единственным препятствующим фактором на пути принятия Российской Федерации в ВТО: «Между ними (ВТО) и Россией существует много вопросов — заявил Михаил Саакашвили, — таким образом, не только мы остались, и вы должны предоставить нам определённое время, пока мы станем последними… Возможно, мы и не станем последними. Именно сейчас стоит огромная очередь стран».
7 декабря 2010 года в Брюсселе прошёл саммит Россия — ЕС. Накануне саммита глава Министерства экономического развития РФ Эльвира Набиуллина и комиссар ЕС по торговле Карел де Гюхт подписали меморандум о завершении переговоров по вступлению России в ВТО. В документе отмечается, что стороны сняли все проблемные вопросы, в том числе по урегулированию российских экспортных пошлин на лес. Россия отказалась от планов их повышения со следующего года, а после вступления в ВТО пообещала и вовсе снизить.
К концу октября 2011 года при посредничестве Швейцарии текст договора между Россией и Грузией был согласован, и 31 октября 2011 года помощник президента России Аркадий Дворкович выразил уверенность, что Россия присоединится к ВТО 15 декабря 2011 года. 4 ноября появились сведения о том, что Украина может отозвать своё согласие на вступление России в ВТО. 9 ноября Грузия и Россия при посредничестве Швейцарии подписали соглашение о вступлении России в ВТО. Со слов российской стороны, в соответствии с этим соглашением аудит данных о торговле на границе Абхазии и Южной Осетии будет осуществлять независимая компания, которая также будет оказывать содействие российским и грузинским таможенным службам. 10 ноября прошло заседание рабочей группы, в ходе работы которой был подготовлен окончательный доклад о принятии России в ВТО. Подготовив всю документарную часть, комиссия объявила об окончании своей работы и о самороспуске. 16 декабря 2011 г. на Министерской Конференции Всемирной торговой организации пакет документов о вступлении России в ВТО был одобрен. Для вступления России осталось ратифицировать протокол в установленном российскими законами порядке.
Однако процесс ратификации был осложнён тем, что группа депутатов Государственной Думы РФ (всего 131 депутат, которые представляли оппозицию: партии КПРФ и Справедливая Россия) обратилась с запросом о проверке конституционности Протокола в Конституционный Суд РФ, интересы депутатов представлял российский адвокат Александр Муранов.
После рассмотрения дела о конституционности Протокола Конституционным Судом РФ, не выявившим несоответствий Конституции РФ, Государственная Дума РФ большинством голосов (238 голосов «за» и 208 «против») ратифицировала Протокол. После этого федеральный закон о ратификации Протокола был одобрен Советом Федерации и подписан Президентом РФ.

### Условия присоединения
Протокол о присоединении Российской Федерации к Марракешскому соглашению об учреждении Всемирной торговой организации
в переводе на русский язык (но без приложений) доступен на сайте Минэкономразвития России, где также доступен полный текст на английском языке.
В декабре 2006 года была опубликована подробная предварительная информация об основных результатах переговоров, где приведены как сведения по важнейшим товарным позициям, так и консолидированные данные по остальным. Результаты на ноябрь 2011 года по всем тысячам позиций опубликованы на английском языке на сайте Миниэкономразвития. До этого переговоры велись в закрытом режиме, что, как утверждают, является обычной практикой для переговоров по экономическим вопросам, включая ВТО. Согласно этим данным, в течение первого года после вступления ни одна внешнеторговая пошлина не будет снижена. По разным группам товаров предусмотрены переходные периоды от 1 года до 7 лет; в течение 7 лет пошлины на промышленные товары снизятся в среднем с 11,1 % до 8,2 %. Таможенные пошлины на потребительские товары, массово производящиеся в России, практически не снизятся (за исключением автомобилей и обуви). В то же время будут отменены пошлины на компьютеры и элементную базу, снижены пошлины на бытовую электронику и электротехнику, лекарства, технологическое и научное оборудование. Государство сможет оказывать сельскому хозяйству помощь на сумму не более 9 млрд долларов в год (сейчас объём помощи составляет 4,5 млрд долларов в год, однако размер субсидий ещё будет обсуждаться на многосторонних переговорах).
Непосредственной частью Протокола, которая и определяет условия, на которых Россия вступила в ВТО, являются Перечень обязательств по товарам и Перечень обязательств по услугам. Перечень обязательств по услугам содержит определённые ограничения по доступу иностранных лиц из членов ВТО на тот или иной российский рынок услуг (деловые, финансовые, транспортные услуги и т. д.). Если же такие ограничения Россией не оговорены или если они оговорены в этом перечне, но не закреплены в российском праве, то, согласно правилам ВТО, должны будут действовать два принципа:
1. принцип «национального режима», то есть для иностранных лиц будут действовать те же правила (частно-правовые, налоговые, процессуальные и т. д.), что и для российских лиц (если иное не будет следовать из российского федерального закона, который не противоречит правилам ВТО и обязательствам России как её члена);
2. принцип «наиболее благоприятствуемой нации», означающий, что если Россия предоставит благоприятный правовой режим для иностранных лиц из одного члена ВТО (но не для российских лиц), то он должен автоматически действовать и для иностранных лиц из любого другого члена ВТО.

Наиболее существенные изменения правового режима доступа и работы иностранных лиц на российском рынке произошли в сфере страховых, финансовых, телекоммуникационных услуг.
Подписав Протокол, Россия также выразила своё согласие на присоединение к Марракешскому соглашению об учреждении ВТО со всеми приложениями к нему, текст которых на английском языке размещён на официальном сайте ВТО.
Россия стала членом ВТО 22 августа 2012 года.
Выводы:
- промышленные товары:

в среднем ставка пошлин снизится с 9,5 % до 7,3 %
переходный период составит от 0 до 7 лет (нетарифные меры)
на 1/3 товаров снижение произойдёт сразу
на 1/4 товаров — за 3 года
через 7 лет — на автопромышленность, гражданские самолёты и вертолёты
- сельскохозяйственные товары:

импортные пошлины снизятся с 13,2 % до 10,8 %
государственные субсидии в 2012 году не должны превышать 9 млрд долл., до 2018 должно снизиться до 4,4 млрд долл. (при этом субсидии на данный момент составляют около 4 млрд долл.)
- сфера услуг:

155 секторов обсуждались
в 39 секторах сохранено право не допускать иностранные компании
в 86 секторах будут применяться различные специальные требования и ограничения (например, банки — 50 %, страхование — 55 % ограничение рынка для контрагентов)
в 30 секторах — свободная конкуренция
- итоги по истечении 7 лет:

промышленность — снижение до 7 %
сельское хозяйство — снижение до 18 % с колебаниями от 5 до 20 %

### Ратификация
Федеральный закон «О ратификации Протокола о присоединении Российской Федерации к Марракешскому соглашению об учреждении Всемирной торговой организации от 15 апреля 1994 г.» был принят Государственной Думой 10 июля 2012 года, Советом Федерации 18 июля и подписан Президентом Владимиром Путиным 21 июля. Россия становится членом ВТО через 30 дней после извещения секретариата ВТО о ратификации.

## Критика вступления России в ВТО
Согласно критической статье в журнале «Эксперт» в ноябре 2006 года, «максимальная теоретически возможная выгода отечественных предприятий от присоединения России к ВТО равна 23 млрд долларов в год», при этом, как пишут авторы статьи, «можно прикинуть», что Россия «отдаст часть своего рынка, эквивалентную примерно 90 млрд долларов в год».
Сторонниками ВТО высказываются мнения, что максимальная выгода от вступления в ВТО за все годы «невступления» росла, а потери от выхода на российские рынки иностранных товаров падали. Кроме того, Россия вступает в ВТО на крайне льготных условиях, что позволит ей 2-3 года получать выгоду от ВТО, вообще не меняя таможенную политику.
Кроме того, вступление в ВТО открывает путь в Организацию экономического сотрудничества и развития, а также отменяет действие поправки Джексона-Вэника, открывая доступ на рынки США.
По прогнозу социолога Б. Кагарлицкого,

растущий спрос среднего класса будет удовлетворён за счёт эксплуатации полурабского труда в Узбекистане, Китае или Африке. Завоевания наших рабочих будут отняты под угрозой закрытия производства.
— Борис Кагарлицкий, 2006 год
По мнению многих политологов, со вступлением в ВТО России придётся сократить расходы на и без того слабо финансируемый АПК.
По словам аналитика Алексея Козлова, очевидных преимуществ, которые Россия сможет извлечь из вступления в ВТО, в краткосрочной перспективе не видно, и, скорее всего, этот шаг будет выгоден другим членам этой организации.

Многие эксперты, подавляющее большинство экспертов, считают, что нам не модернизировать нашу экономику без вступления в ВТО.
— Владимир Путин, 2012
На это бывший заместитель председателя Счётной Палаты Ю. Ю. Болдырев отвечает, что Китай, Индия, Южная Корея, Франция, Великобритания, Германия и другие страны сначала модернизировались, а потом вступили в ВТО.
Аргумент сторонников ВТО про иностранную конкуренцию, которая заставит россиян работать лучше, Ю. Ю. Болдырев считает абсурдным: «ВТО — организация отнюдь не по передаче созидательного опыта лидеров развития, но по взламыванию ими чужих рынков своими уже готовыми товарами. Откуда же после этого возьмётся развитие?».
Как заявляет Болдырев, ни одна из предпосылок для развития экономики в составе ВТО властями РФ не создана:
- Условия налогообложения;
- Кредиты для развития;
- Система госзаказа и лизинга;
- Собственная система стандартов и норм;
- Собственный существенный задел в правах на интеллектуальную собственность. Или же, напротив, отказ (как это сделали Китай и Индия) признавать западные права интеллектуальной собственности в полном объёме, что является вопросом не «цивилизованности», а всего лишь выживания;
- Система правопорядка[35].

Конечно, если даже в ВТО не вступать, но и более ничего не делать, в политике ничего не менять, то дальнейшая деградация всё равно неминуема. Но ВТО — применительно к нынешней России и на нынешних условиях — это окончательное закрепление уже необратимости деградации России как прежде суверенного государства.
— Юрий Болдырев, 2012

Путин противоречив. Он говорит: «Не всё ж на Западе хорошо, есть и у нас лучше. В Испании безработица вот такая, а у нас вот такая». Так он-то сам понимает, что открытие границ таким образом, как это делает теперь ВТО, — экспортировать к нам их безработицу? Это же очевидная вещь.
— Юрий Болдырев, 2012

Вы обратите внимание, ведь сейчас нет дискуссии по ВТО. Дискуссии нет по той причине, что такую дискуссию только допусти. Ведь нормальная методология подразумевает не только аргументы «за» и «против», а, будьте добры, хотя бы представьте нам сопоставимо, на каких условиях вступает Россия, и на каких условиях вступил Китай. И сразу становится ясно, что Китай по ряду фундаментальных позиций вступил на условиях несопоставимо лучших, нежели Россия. Как только вы это представляете обществу, аргументы, что Китай вступил, смотрите, как хорошо, они превращаются в ничто. Именно поэтому дискуссии и нет.
— Юрий Болдырев, 2012

### Попытка проведения референдума против вступления в ВТО
4 апреля 2012 года в Торгово-промышленной Палате РФ прошло собрание Региональной подгруппы Инициативной группы по проведению Референдума о вступлении России в ВТО от субъекта Российской Федерации — города Москвы. На встрече присутствовал ряд политических деятелей: Константин Бабкин — лидер ВПП «Партия дела», Андрей Тычинин, Николай Стариков — член Центрального Совета «Профсоюза граждан России», Юрий Болдырев, Андрей Паршев, Максим Калашников, Юрий Крупнов, Михаил Делягин — председатель партии «Родина: здравый смысл», эксперты Независимого аналитического центра ВТО-Информ и мн. др.. 13 апреля Министерство юстиции РФ отказало в проведении референдума.
18 апреля 2012 года инициативная группа по проведению референдума обратились в Верховный суд с требованием отменить постановление Центризбиркома РФ, отказавшего в проведении всенародного референдума о вступлении страны в ВТО. Помимо иска в Верховный суд следует ожидать подачи исков в суд на ВТО от лица частных граждан России сообщили инициаторы проведения референдума на состоявшейся в этот же день пресс-конференции.